# Кошта Оливейра, Фонсека да
Лазару Фонсека Кошта Оливейра, или Лазару Оливейра (порт. Lázaro Fonseca Costa Oliveira; 27 августа 1967, Габела, Ангола) — ангольский футболист и тренер.

## Карьера

### Футболиста
Всю свою карьеру провел в Португалии. Отыграл семь сезонов в Примейре за «Эшторил» и «Эштрелу». В 1998 году выступал за сборную Анголы на Кубке африканских наций в Буркина-Фасо.

### Тренера
После окончания карьеры, Лазару входил в тренерский штаб «Эштрелы» (Амадора). В 2008 году после отставки с поста наставника его соотечественника Литу Видигала самостоятельно возглавил клуб. Затем он несколько лет работал с командами Сегунды лиги. В 2020 году стал главным тренером основной и молодежной сборной Макао.